# ドメイコ (小惑星)
ドメイコ (2784 Domeyko) は小惑星帯にある小惑星。カルロス・トーレスらがチリ大学のセロ・エル・ロブレ観測所で発見した。
ポーランド、リトアニア系の地質学者、鉱物学者で、チリ大学の学長を務めたイグナシー・ドメイコに因んで名付けられた。